# 劉世亨 (嘉靖進士)
劉世亨（1532年—？），字以進，號覺吾，江西撫州府臨川縣人，民籍，明朝政治人物。

## 生平
嘉靖四十三年（1564年）甲子科江西鄉試第八十三名舉人。嘉靖四十四年（1565年）中式乙丑科會試第一百四十九名，三甲第二百六十一名進士。吏部观政，四十五年六月授泾县知县，隆慶四年（1570年）三月行取，七月升吏部主事，六年二月升员外，万历二年（1574年）九月復除本部，四年二月升郎中，六年九月养病。九年二月京考降调。十一年（1583年）三月降夷陵州知州，十二年二月升夔州府同知，十三年七月升南刑部郎中，十四年六月调南吏部考功司，十五年二月降调，九月降两浙运判，十六年七月升南工部郎中。

## 家族
曾祖劉繼宏，贈知州；祖父劉瓛；父劉貢，累封员外郎；母李氏，累封宜人。